# Saison 2 de Drag Race España
La deuxième saison de Drag Race España est diffusée du 27 mars au 5 juin 2022 sur ATRESplayer Premium en Espagne et sur WOW Presents Plus à l'international.
Le 31 août 2021, l'émission est renouvelée pour sa deuxième saison. Le casting est composé de douze nouvelles candidates et est annoncé le 20 février 2022 sur les réseaux sociaux.
La gagnante de la saison reçoit un an d'approvisionnement de maquillage chez Krash Kosmetics et 30 000 euros.
La gagnante de la saison est Sharonne, avec comme secondes Estrella Xtravaganza et Venedita Von Däsh.

## Candidates
Les candidates de la deuxième saison de Drag Race España sont :
| Candidate            | Âge | Résidence                         | Classement |
| -------------------- | --- | --------------------------------- | ---------- |
| Sharonne             | 45  | Barcelone, Catalogne              | Gagnante   |
| Estrella Xtravaganza | 25  | Cadix, Andalousie                 | Secondes   |
| Venedita Von Däsh    | 30  | Madrid, Communauté de Madrid      | Secondes   |
| Marina               | 34  | Barcelone, Catalogne              | 4e place   |
| Juriji Der Klee      | 31  | Bruxelles (Belgique)              | 5e place   |
| Drag Sethlas         | 30  | Las Palmas, Îles Canaries         | 6e place   |
| Diamante Merybrown   | 25  | Santiago (République dominicaine) | 7e place   |
| Onyx                 | 33  | Madrid, Communauté de Madrid      | 8e place   |
| Jota Carajota        | 18  | Jerez de la Frontera, Andalousie  | 9e place   |
| Samantha Ballentines | 35  | Cadix, Andalousie                 | 10e place  |
| Ariel Rec            | 33  | Madrid, Communauté de Madrid      | 11e place  |
| Marisa Prisa         | 28  | Lugo, Galice                      | 12e place  |

## Progression des candidates
|                      | Épisode | Épisode | Épisode | Épisode | Épisode | Épisode | Épisode | Épisode | Épisode | Épisode        | Épisode  |
| 1                    | 2       | 3       | 4       | 5       | 6       | 7       | 8       | 9       | 10      | 11             |          |
| -------------------- | ------- | ------- | ------- | ------- | ------- | ------- | ------- | ------- | ------- | -------------- | -------- |
| Sharonne             | HIGH    | WIN     | HIGH    | HIGH    | WIN     | SAFE    | WIN     | HIGH    | HIGH    | INVITÉE        | GAGNANTE |
| Estrella Xtravaganza | SAFE    | SAFE    | HIGH    | WIN     | SAFE    | BTM2    | WIN     | SAFE    | BTM2    | INVITÉE        | SECONDE  |
| Venedita Von Däsh    | SAFE    | SAFE    | WIN     | SAFE    | HIGH    | HIGH    | HIGH    | BTM2    | WIN     | INVITÉE        | SECONDE  |
| Marina               | HIGH    | SAFE    | SAFE    | HIGH    | SAFE    | LOW     | BTM2    | WIN     | BTM2    | INVITÉE        | ÉLIMINÉE |
| Juriji Der Klee      | SAFE    | SAFE    | SAFE    | BTM2    | HIGH    | HIGH    | HIGH    | ELIM    |         | INVITÉE        | INVITÉE  |
| Drag Sethlas         | SAFE    | HIGH    | SAFE    | SAFE    | LOW     | WIN     | ELIM    |         |         | INVITÉE        | INVITÉE  |
| Diamante Merybrown   | SAFE    | HIGH    | LOW     | SAFE    | BTM2    | ELIM    |         |         |         | INVITÉE        | INVITÉE  |
| Onyx                 | WIN     | LOW     | SAFE    | LOW     | ELIM    |         |         |         |         | INVITÉE        | INVITÉE  |
| Jota Carajota        | LOW     | SAFE    | BTM2    | ELIM    |         |         |         |         |         | INVITÉE        | INVITÉE  |
| Samantha Ballentines | BTM2    | BTM2    | ELIM    |         |         |         |         |         |         | MISS SIMPATÍA  | INVITÉE  |
| Ariel Rec            | SAFE    | ELIM    |         |         |         |         |         |         |         | INVITÉE        | INVITÉE  |
| Marisa Prisa         | ELIM    |         |         |         |         |         |         |         |         | MISS LOST LOOK | INVITÉE  |

 La candidate a gagné Drag Race España.
 La candidate est arrivée seconde.
 La candidate a été éliminée sans participer au lip-sync final.
 La candidate a été élue Miss Simpatía.
 La candidate a été élue Miss Lost Look pour avoir la meilleure tenue non diffusée de la saison.
 La candidate a gagné le défi.
 La candidate a reçu des critiques positives des juges et a été déclarée sauve.
 La candidate a reçu des critiques négatives des juges mais a été déclarée sauve.
 La candidate a été en danger d'élimination.
 La candidate a été éliminée.

## Lip-syncs
| Épisode | Candidate                                               | vs.                                                     | Candidate                                               | Chanson               | Artiste           | Candidate éliminée   |
| ------- | ------------------------------------------------------- | ------------------------------------------------------- | ------------------------------------------------------- | --------------------- | ----------------- | -------------------- |
| 1       | Marisa Prisa                                            | vs.                                                     | Samantha Ballentines                                    | Todos me miran        | Gloria Trevi      | Marisa Prisa         |
| 2       | Ariel Rec                                               | vs.                                                     | Samantha Ballentines                                    | Yo quiero bailar      | Sonia & Selena    | Ariel Rec            |
| 3       | Jota Carajota                                           | vs.                                                     | Samantha Ballentines                                    | Un año de amor        | Luz Casal         | Samantha Ballentines |
| 4       | Jota Carajota                                           | vs.                                                     | Juriji Der Klee                                         | Baloncesto            | La Prohibida      | Jota Carajota        |
| 5       | Diamante Merybrown                                      | vs.                                                     | Onyx                                                    | Arrasando             | Thalía            | Onyx                 |
| 6       | Diamante Merybrown                                      | vs.                                                     | Estrella Xtravaganza                                    | Se nos rompió el amor | Rocío Jurado      | Diamante Merybrown   |
| 7       | Drag Sethlas                                            | vs.                                                     | Marina                                                  | Qué dolor             | Raffaella Carrà   | Drag Sethlas         |
| 8       | Juriji Der Klee                                         | vs.                                                     | Venedita Von Däsh                                       | Fuego                 | Eléni Fouréira    | Juriji Der Klee      |
| 9       | Estrella Xtravaganza                                    | vs.                                                     | Marina                                                  | El Anillo             | Jennifer Lopez    | Aucune               |
| Épisode | Candidate                                               | vs.                                                     | Candidate                                               | Chanson               | Artiste           | Gagnante             |
| 11      | Estrella Xtravaganza vs. Sharonne vs. Venedita Von Däsh | Estrella Xtravaganza vs. Sharonne vs. Venedita Von Däsh | Estrella Xtravaganza vs. Sharonne vs. Venedita Von Däsh | Ni tú ni nadie        | Alaska y Dinarama | Sharonne             |

 La candidate a été éliminée après sa première fois en danger d'élimination.
 La candidate a été éliminée après sa deuxième fois en danger d'élimination.
 La candidate a été éliminée après sa troisième fois en danger d'élimination.
 La candidate a gagné le lip-sync et la saison.

## Juges invités
Cités par ordre d'apparition :
- Gloria Trevi, chanteuse mexicaine ;
- La Zowi, chanteuse espagnole ;
- Eduardo Casanova, acteur et réalisateur espagnol ;
- La Prohibida, chanteuse espagnole ;
- María León, actrice espagnole ;
- Choriza May, drag queen hispano-britannique et candidate de la troisième saison de RuPaul's Drag Race UK ;
- Ruth Lorenzo, chanteuse espagnole ;
- Anabel Alonso, actrice et comédienne espagnole;
- Alexis Mateo, drag queen américaine et candidate de la troisième saison de RuPaul's Drag Race et de la première et cinquième saison de RuPaul's Drag Race All Stars.

### Invités spéciaux
Certains invités apparaissent dans les épisodes, mais ne font pas partie du panel de jurés.
Épisode 1
- Mista, photographe espagnol.

Épisode 2
- Les candidates de la première saison de Drag Race España.

Épisode 4
- Carlos Marco, producteur de musique espagnol ;
- Carmelo Segura, chorégraphe espagnol.

Épisode 5
- Jedet, actrice et activiste espagnole ;
- Eva Hache, comédienne espagnole.

Épisode 8
- Carmen Farala, gagnante de la première saison de Drag Race España ;
- Killer Queen, seconde de la première saison de Drag Race España ;
- Sagittaria, seconde de la première saison de Drag Race España ;
- Pupi Poisson, candidate de la première saison de Drag Race España ;
- Dovima Nurmi, candidate de la première saison de Drag Race España.

## Épisodes
| CANDIDATE  | Ariel Rec                       | Diamante Merybrown                           | Drag Sethlas          | Estrella Xtravaganza    | Jota Carajota | Juriji Der Klee         | Marina           | Marisa Prisa           | Onyx                   | Samantha Ballentines | Sharonne                     | Vendetta Von Däsh |
| VILLE(S)   | Madrid                          | Saragosse Santiago                           | Las Palmas            | Cadix                   | Cadix         | Bruxelles Madrid        | Barcelone        | Lugo                   | Madrid                 | Cadix                | Barcelone                    | Alicante          |
| HÉROS      | Alaska                          | Agustina d'Aragon                            | Lolita Pluma          | Mónica del Raval        | Rocío Jurado  | Ágatha Ruiz de la Prada | José Pérez Ocaña | Marta Sanchéz          | Isabelle II            | Miss Mara            | Montserrat Caballé           | Dame d'Elche      |
| SYMBOLE(S) | Club Atlético de Madrid Neptune | Équipe de République dominicaine de baseball | Drapeau de Las Palmas | Drapeau de l'Andalousie | Feria         | Moules-frites           | Eixample         | Chemins de Compostelle | Fuente del Ángel Caido | Bolinus brandaris    | Sagrada Familía Antoni Gaudí | Palmeraie d'Elche |

| CANDIDATE | Ariel Rec | Diamante Merybrown | Drag Sethlas | Estrella Xtravaganza | Jota Carajota | Juriji Der Klee | Marina   | Onyx     | Samantha Ballentines | Sharonne           | Venedita Von Däsh |
| TALENT    | Lip-sync  | Lip-sync           | Lip-sync     | Lip-sync             | Chant         | Chant lyrique   | Lip-sync | Lip-sync | Peinture             | Chant Ventriloquie | Burlesque         |

| GROUPE                | GROUPE    | AVEC OU SANS OIGNONS ? | AVEC OU SANS OIGNONS ? | AVEC OU SANS OIGNONS ? | TEST DE PATERNIDRAG | TEST DE PATERNIDRAG | TEST DE PATERNIDRAG | TEST DE PATERNIDRAG   | ONLYFLANS         | ONLYFLANS      | ONLYFLANS                           |
| --------------------- | --------- | ---------------------- | ---------------------- | ---------------------- | ------------------- | ------------------- | ------------------- | --------------------- | ----------------- | -------------- | ----------------------------------- |
| CANDIDATE             | CANDIDATE | Diamante Merybrown     | Estrella Xtravaganza   | Sharonne               | Drag Sethlas        | Jota Carajota       | Marina              | Venedita Von Däsh     | Juriji Der Klee   | Onyx           | Samantha Ballentines                |
| INSPIRATION DU DÉFILÉ | ACTRICE   | Elena Anaya            | Rossy de Palma         | Marisa Paredes         | Tilda Swinton       | Victoria Abril      | Roberto Álamo       | Gael García Bernal    | Penélope Cruz     | Victoria Abril | Julieta Serrano Carmen Maura        |
| INSPIRATION DU DÉFILÉ | FILM      | La piel que habito     | Kika                   | Talons aiguilles       | La voix humaine     | Kika                | La piel que habito  | La Mauvaise Éducation | Étreintes brisées | Kika           | Femmes au bord de la crise de nerfs |

| CANDIDATE  | Diamante Merybrown | Drag Sethlas  | Estrella Xtravaganza | Juriji Der Klee       | Marina            | Onyx            | Sharonne        | Venedita Von Däsh |
| PERSONNAGE | RuPaul             | Carmen Lomana | Paquita Salas        | La voisine de Valence | Antonia Dell'Atta | Jeanne la Folle | Verónica Forqué | Miguel Bosé       |